# 山岡雅弥
山岡 雅弥（やまおか みやび、2004年11月29日 - ）は、日本のグラビアアイドル。福岡県出身。ワンエイトプロモーション所属。

## 経歴
2004年11月29日生まれ、福岡県出身。
4つ上の兄が高校進学時にレスリングを始めるのに合わせて小学生だった雅弥も他のきょうだいと共に始めることとなった。当初はあまり興味がなく中学時代には陸上も多少やったものの、やがてレスリングに本格的に取り組み始めた。最高成績は中学生時代の全国選抜ベスト8で、九州チャンピオンになった経歴も持つ。オリンピック出場を夢見たこともあったが、高校時代は新型コロナ禍で練習すらできなくなる状況となった。
やがて芸能界での活動を希望するようになり、レスリングで東京に遠征した際に原宿の竹下通りにてスカウトを受けた。このことがきっかけで芸能事務所に所属する。
最初の仕事は2021年度のミスマガジンへの挑戦であった。ここでミスヤングマガジン賞を受賞する。
2023年3月に高校を卒業し、4月からは芸能活動と並行して大学（美術大学）に進学した。

## 人物
- 特技はレスリングの他、ウェイクボードやダンス。趣味は映画鑑賞[1]。
- 妹の山岡聖怜（せり）は雅弥と同じレスリング経験者で、2024年8月17日に女子プロレス団体「マリーゴールド」に入団した[6]。

## 作品

### イメージビデオ
- ナインティーン（DVD：2024年5月1日、Blu-ray：2024年7月25日、オーエムワン）
- 宝島（DVD：2025年6月25日予定、オーエムワン）

### 写真集
- MIYABI blue（講談社、2024年11月29日）ISBN 978-4065378304

### デジタル写真集
- ヤンマガデジタル写真集（講談社）
  - ミスマガジン2021 ミスヤングマガジン ヤンマガアザーっす!＜M2021年46号未公開カット＞（2022年1月15日）
  - ミスマガ2021 みんなのモーニングルーティングラビア2（2022年2月15日）
  - ミスマガ2021と過ごす年末年始3（2022年3月15日）
  - ミスマガのアソビバ!天使と悪魔（2022年4月15日）
  - ミスマガのアソビバ!もしも、同級生がミスマガ2021だったら…（2022年6月3日）
  - ミスマガのアソビバ!お菓子作り@ホーム!（2022年7月15日）
  - ミスマガのアソビバ!元気いっぱい!チアガール（2022年8月26日）
  - ミスマガのアソビバ!ラスト・トリップ（2022年11月11日）
  - ミスマガのアソビバ!2021未公開傑作選SP（2022年12月9日）
  - ヤンマガアザーっす!〈YM2024年26号未公開カット〉（2024年7月12日、撮影：加賀翔〈かが屋〉）

- 週プレ PHOTO BOOK（集英社）
  - 無防備。（2022年12月12日）
  - なつのたわわ～prologue～（『週プレ プラス！』アザーカット集）（2023年7月31日）

- FRIDAYデジタル写真集（講談社）
  - 彼女と暮らせば Part1・2（2023年4月7日）
  - ふたりたび Part1・2（2023年9月29日）
  - 初めてのランジェリー vol.1・2（2024年5月10日）

- 週刊現代デジタル写真集（講談社）
  - 胸いっぱいの愛カップ（2023年6月29日）
  - 大人色のIカップ（2024年2月26日）
  - 神が与えしIカップ（2024年10月22日）

- BUBKAデジタル写真集（白夜書房）
  - 大胆不敵（2024年9月12日）
  - ミヤビ・アングル（2025年6月3日）

- 最強の女（双葉社〈漫画アクションデジタル写真集〉、2024年1月16日）
- トキメキはひとつ屋根の下で（光文社〈FLASHデジタル写真集〉、2024年4月9日）
- MIYABI green（ファースト写真集アナザーバージョン）（講談社、2024年11月29日）
- 山岡雅弥写真集　Gテレデジタル！（KADOKAWA、2025年1月31日）
- GJ PHOTO BOOK みやびやか（集英社、2025年2月5日）
- デジタルPHOTOBOOK まばゆさ（KADOKAWA、2025年2月26日）
- ハツラツボディ SPA!デジタル写真集（扶桑社、2025年6月20日予定）

## 出演

### 映画
- グリーンバレット 最強殺し屋伝説国岡［合宿編］（2022年8月26日、ラビットハウス） - 今井美香 役[7]

### テレビ
- アイドル鬼ごっこ2023！～わたし、本気出してもいいですか～（2023年4月21日、GAORA SPORTS）[8][9]
- 水曜日のダウンタウン（2023年5月24日、TBS）[10]
- ゆ〜旅in栃木県日光市（2023年8月13日、テレビ大分）[11]
- わがまま!気まま!旅気分（2023年9月23日・テレビ大分、9月30日・BSフジ）[12]
- OUTDOORS!!-冬キャン篇-【前編】(2023年12月26日、テレビ大分）[13]

### インターネットラジオ
- 講談社presents ミスマガ放課後RADIO!（2021年10月7日 - 2022年10月6日〈毎月第1・第3木曜日〉、渋谷クロスFM）[14][15]